# Штормовий фронт (роман)
«Штормовий фронт» (англ. Storm Front) — книга Джима Батчера в жанрі наукової фантастики та фентезі, що вийшла 1 квітня 2000 року. Вона розповідає про пригоди професійного чарівника Гаррі Дрездена, якому належить розібратися в страшних убивствах що сталися в місті Чикаго. Це перша книга із серії «Файли Дрездена» (англ. The Dresden Files).

## Персонажі

### Персонажі, уведені в цьому романі
- Гаррі Дрезден: Протагоніст; професійний чарівник, приватний детектив і поліцейський консультант; а ще він є у телефонній книзі.
- Моніка Селз: Одна з клієнтів Дрездена, дружина чаклуна Віктора Селза.
- Лейтенант Керрін Мерфі: Керівник відділу Спеціальних Розслідувань Чиказького Департаменту Поліції.
- Детектив Рон Кармайкл: Напарник Мерфі у відділі СР.
- Дженніфер Стентон (вбита): Працювала на Оксамитовий Салон (англ. Velvet Room), сестра Моніки Селз.
- Томмі Томм (вбитий): Охоронець Джентльмена Джонні Марконе.
- Джентльмен Джонні Марконе: Злочинний король Чикаґо.
- Хендрікс: Охоронець Джентльмена Джонні Марконе.
- Мак: Власник таверни «МакЕнелі»
- Сьюзен Родріґес: Репортер у the Midwestern Arcane, викликає любовний інтерес у Дрездена.
- Toot-toot: Крихітний фейрі, котрий допомагає Дрездену.
- Страж Дональд Морган: Страж Білої Ради, був приставлений до Дрездена наглядачем. Має доручення рятувати невинних і карати винних.
- Містер: 30±фунтовий домашній кіт Дрездена.
- Боб: Інтелектуальний дух повітря, який поміщений всередину черепа, і проживає в під-підвальній лабораторії Дрездена.
- Мадам Б′янка Санкт-Клер: Власниця Оксамитового Салону, вампір Червоного Двору (англ. Red Court).
- Лінда Рендалл (вбита): Колишня працівниця Оксамитового Салону; шофер Беккетів; була подругою, іноді коханкою Дженніфер Стентон.
- Беккети: Заможне подружжя, котре забезпечувало грішми Віктора Селза.
- Донні Уайс: фотограф місцевого журналу для дорослих.
- Віктор «Людина-тінь» Селз (Вбитий): Головний лиходій роману; чаклун; чоловік Моніки Селз.